# Michael Jackson's Moonwalker
Moonwalker is een computerspel over de popster Michael Jackson. Het spel had verschillende versies. Moonwalker verscheen in het jaar 1989. Er werd nooit een nieuwe versie van gemaakt.

## Nummers
- Another Part Of Me
- Bad
- Billie Jean
- Smooth Criminal
- Speed Demon
- Thriller
- The Way You Make Me Feel

## Versies
| Titel                                           | uitgave   | verkrijbaar op                                                       |
| ----------------------------------------------- | --------- | -------------------------------------------------------------------- |
| Michael Jackson's Moonwalker (Home-pc)          | 1989      | Amiga, Amstrad CPC, Atari ST, Commodore 64, MS-DOS, MSX, ZX Spectrum |
| Michael Jackson's Moonwalker (Arcade version)   | 1990      | Arcade                                                               |
| Michael Jackson's Moonwalker (Console versions) | 1990/1991 | Mega Drive/Genesis, Master System, Game Gear                         |

## Andere spellen over Michael Jackson
- Michael Jackson: The Experience (2010), op spelcomputers
- Planet Michael (2012), online